# بيجو نوع 81
بيجو نوع 81 هي سيارة كاملة الحجم [الإنجليزية] من صناعة بيجو أنتجت في 1906م.